# Премія Американського інституту кіномистецтва (2016)
7 грудня 2016 року Американський інститут кіномистецтва оголосив 10 найкращих фільмів та 10 найкращих телевізійних програм за 2016 рік. Спеціальну нагороду отримав 8-годинний документальний фільм / міні-серіал «О. Джей: Зроблено в Америці» режисера Езри Едельмана. Найкращих обирало журі з експертів інституту, до якого увійшли кінознавці, критики та артисти. Урочиста церемонія відбулась 6 січня 2017 року в Лос-Анджелесі.

## 10 найкращих фільмів
- Будь-якою ціною / Hell or High Water
- З міркувань совісті / Hacksaw Ridge
- Зоотрополіс / Zootopia
- Ла-Ла Ленд / La La Land
- Манчестер біля моря / Manchester by the Sea
- Місячне сяйво / Moonlight
- Мовчання / Silence
- Паркани / Fences
- Прибуття / Arrival
- Саллі / Sully

## 10 найкращих телевізійних програм
- Американська історія злочинів / The People v. O.J. Simpson: American Crime Story
- Американці / The Americans
- Атланта / Atlanta
- Віце-президент / Veep
- Гра престолів / Game of Thrones
- Дуже дивні справи / Stranger Things
- Корона / The Crown
- Краще подзвоніть Солу / Better Call Saul
- Одного разу вночі / The Night Of
- Це ми / This Is Us

## Спеціальна нагорода
- О. Джей: Зроблено в Америці / O.J.: Made in America